# 97e Legerkorps z.b.V.
Het Duitse 97e Legerkorps voor speciale inzet (Duits: Generalkommando LXXXXVII. Armeekorps z.b.V.) was een Duits legerkorps van de Wehrmacht tijdens de Tweede Wereldoorlog. Het korps was gedurende zijn hele bestaan alleen in actie in de “Operationszone Adriatisches Küstenland”. 

## Krijgsgeschiedenis

### Oprichting
Het 97e Legerkorps z.b.V. werd opgericht op 28 september 1944 in Italië door omdopen van de “Befehlshaber Operationszone Adriatisches Küstenland”.

### Inzet

De OZAK

Het korps verbleef nog steeds in de Operationszone Adriatisches Küstenland (OZAK) en bewaakte de kustlijn van de Tagliamento tot Rijeka (of zoals het eigenlijk toen heette: Fiume) tegen mogelijke geallieerde landingen, en bewaakte in Istrië en de Sloveense kuststreek tegen aanvallen van partizanen. Dit bleef zo tot in het voorjaar van 1945 de Partizanen oprukten langs de kust richting Rijeka. Dit deden ze met het 4e Partizanenleger. Heeresgruppe E gaf het korps opdracht om een perimeter rond de haven van Rijeka op te stellen, in een boog van ongeveer 20 km. De 237e Infanteriedivisie werd begin april naar Rijeka gestuurd. Toen het 4e Partizanenleger op 20 april de aanval inzette (met drie divisies, de 13e, 19e en 43e Partizaan-divisies), hield de 237e Infanteriedivisie ondanks grote overmacht stand. General Kübler gaf de 188e Reserve Bergdivisie opdracht een tegenaanval in te zetten tegen het vliegveld van Grobnik, maar die aanval mislukte. Het 4e Partizanenleger ging nu over tot een omtrekkende beweging en trok op naar Triest. Op 28 april was het korps omsingeld, maar kreeg geen toestemming om uit te breken, aangezien de 7e SS Bergdivisie “Prinz Eugen” een ontzettingspoging ging doen. Het korps betrok een egelstelling rond Rijeka. Deze ontzettingspoging werd echter afgeblazen. Daarom werd in de nacht van 2 op 3 mei 1945 een uitbraakpoging gedaan. Maar het korps kwam niet verder dan Ilirska Bistrica. Op 7 mei 1945 werd de capitulatie getekend. Ongeveer 16.000 soldaten gingen in krijgsgevangenschap, inclusief 3 generaals.

Het 97e Legerkorps z.b.V. capituleerde op 7 mei 1945 aan het 4e Partizanenleger bij Iliriska Bistrica.

## Bovenliggende bevelslagen
| Leger              | Legergroep                 | Plaats/regio                     | Begin             | Eind             |
| ------------------ | -------------------------- | -------------------------------- | ----------------- | ---------------- |
| direct onder bevel | Heeresgruppe C             | Italië, Adriatische kust         | 28 september 1944 | 31 december 1944 |
| 10. Armee          | Heeresgruppe C             | Italië, Adriatische kust         | 31 december 1944  | 31 maart 1945    |
| direct onder bevel | Heeresgruppe E (OB Südost) | Italië, Adriatische kust, Rijeka | 1 april 1945      | 7 mei 1945       |

## Commandanten

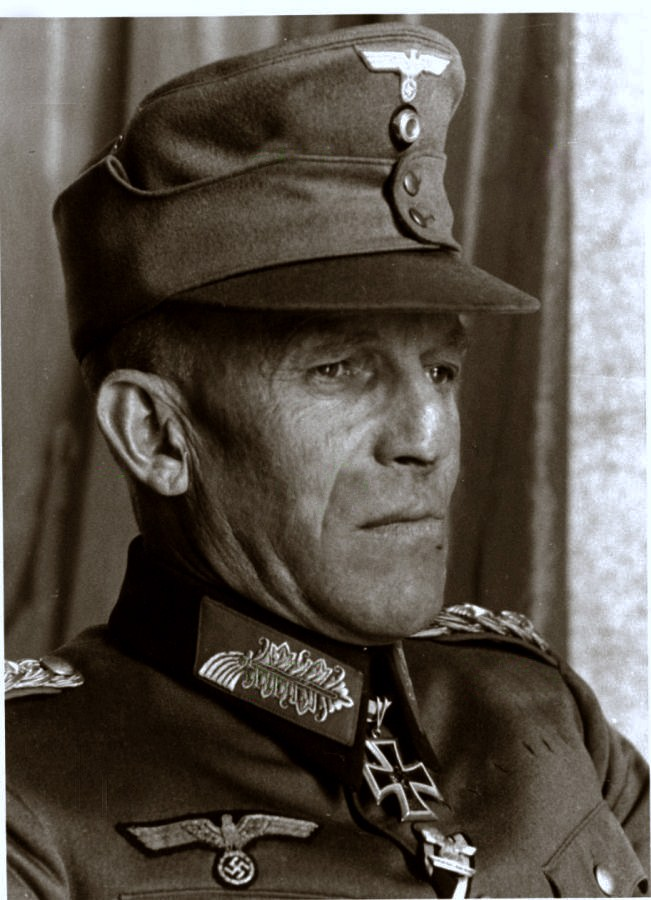
General Ludwig Kübler

| Rang                      | Naam          | Begin             | Eind       |
| ------------------------- | ------------- | ----------------- | ---------- |
| General der Gebirgstruppe | Ludwig Kübler | 28 september 1944 | 7 mei 1945 |